# The Cool Cafe: Cooltape Volume 1
The Cool Cafe (nome completo: The Cool Cafe: Cool Tape Volume 1) è il mixtape di debutto di Jaden Smith. È stato pubblicato il 1º ottobre 2012 ed era scaricabile gratis dal sito Datpiff.

## Tracce
1. Hello – 2:50
2. Know Why (ispirato da Kid Cudi) – 4:24
3. Down (featuring OmaRR & T. Coles) – 4:15
4. Cries (ispirato da Purity Ring) – 4:01
5. Party on Venus – 4:05
6. Pharaos – 2:36
7. Chase the Sun (featuring Josiah Bell) – 4:05
8. The Coolest – 2:57
9. MSFTS Anthem – 4:19
10. Can't See Tomorrow (featuring OmaRR) – 3:08
11. Jus' Not Ready (featuring T.Coles) – 4:00
12. First Time (featuring T.Coles) – 4:40
13. Find You Somewhere (featuring AcE & Willow Smith) – 5:37
14. Cruze – 4:09
15. Pumped Up Kicks (Like Me) – 3:02
16. Underwater-Too Much (featuring OmaRR & Josiah Bell) – 7:27
17. Outro – 1:15
18. Starry Room (traccia bonus nascosta) – 5:31